# Язык любви
«Язык любви» — рассказ классика фантастики Роберта Шекли.
Впервые был опубликован в сборнике «Идеи: Без ограничений» (Notions: Unlimited) в 1960 году.

## Содержание
Джефферсон Томмс ищет способ точно выразить свои чувства к девушке. Он узнаёт, что жители планеты Тиана-2 изучали любовь научно и добились фантастически точных результатов. После тяжёлого изучения опыта этой вымершей цивилизации по выражению нежных чувств, он пытается реализовать его на Земле. Но не все рецепты одинаково хороши для разных ситуаций и, тем более, для разных мест. Именно это и предстоит понять герою. В конце концов Джефф 

открыл причину гибели Тианской цивилизации, по крайней мере для себя. Вся беда научных исследований состоит в том, что они тормозят естественный ход вещей. Тианцы, он в этом убежден, были так заняты теоретическими выкладками на тему любви, что им было просто некогда
ею заниматься.

А также женился на девушке, к которой чувствовал «относительно глубокую симпатию».

## Разное
Произведение было озвучено Владом Коппом и DJ Инкогнито в рамках проекта «Модель для сборки»